# Bart Gets an «F»
Bart Gets an «F» (укр. Барт отримує двійку) — прем'єрна серія другого сезону мультсеріалу «Сімпсони», прем'єра якої відбулась 11 жовтня 1990 року у США на телеканалі «Fox».

## Сюжет
У Спрінґфілдській початковій школі Барт представляє книжкову доповідь про «Острів скарбів», але незабаром стає очевидним, що він насправді не читав книгу ф просто оцінював книгу за обкладинкою. Місіс Крабапель каже йому залишатися після занять. Крім того, вона попереджає Барта, що незабаром буде іспит із колоніальної Америки. У день іспиту Барт симулює хворобу, щоб уникнути іспиту, оскільки він не вчився. Запитавши у Мілгауса відповіді на тест, він проходить його, але отримує ще нижчу оцінку, ніж Мілгаус.
Гомер і Мардж зустрічаються зі шкільним психіатром доктором Дж. Лорен Прайор, який рекомендує Барту залишитися на другий рік у четвертому класі. Налякані за академічне майбутнє Барта, Мардж і Гомер підтримують цю ідею, але наляканий Барт клянеться покращити свої оцінки.
У відчаї Барт просить Мартіна навчити його, обіцяючи у відповідь підвищити популярність Мартіна. Барт вчить Мартіна, як розігравати і розслаблятися; Мартін виявляє, що йому більше подобається спосіб життя Барта, ніж його власний, і порушує свою обіцянку Барту.
Щоб отримати більше часу для навчання, Барт молиться Богу про диво, щоб уникнути контрольної роботи в школі наступного дня. Вночі йде сильний снігопад, тож наступного ранку у Спрінґфілді оголошується сніговий день. Коли Барт готується до гри в снігу, Ліса розповідає, що випадково почула його молитву, і закликає його добре використати цей подарований час. Барт неохоче навчається, поки всі інші розважаються на снігу. Однак, Барт не може зосередитися на своєму навчальному матеріалі.
Наступного дня незважаючи на всі зусилля, Барт провалює тест не добравши одного бала. Барт плаче та порівнює свою невдачу зі здачею Джорджем Вашингтоном форту Несісіті французам у 1754 році. Една вражена цією незрозумілою історичною довідкою та дає йому додатковий бал за демонстрацію прикладних знань. Барт у такому захваті, коли отримує ледве прохідну оцінку (двійку з мінусом), що біжить Спрінґфілдом, оголошуючи про свій успіх. Навіть поцілувавши місіс Крабапель, що викликало зрештою огиду Барта.
У фінальній сцені Сімпсони прикріплюють листок з тестом на холодильник. Барт зауважує, що «мінус — це від Бога».